# جفری شوارتز
جفری هیو شوارتز (به انگلیسی: Jeffry Hugh Schwarrz) پی‌اچ‌دی (زاده ۶ مارس ۱۹۴۸) انسان‌شناس فیزیکی آمریکایی و استاد مردم‌شناسی زیستی در دانشگاه پیتسبورگ واقع در پیتسبورگ پنسیلوانیا است. او رئیس آکادمی هنر و علم جهان WAAS است.
تحقیقات شوارتز درباره روش‌ها، نظریه‌ها و فلسفه‌های زیست‌شناسی تکاملی، و خاستگاه و تنوع نخستی‌ها است. او شکل صورت و دندان بقایای باستان‌شناختی و اسکلت‌های نخستی‌ها را بررسی کرده‌است. بسیاری از نمونه‌های او در موزه‌های مختلف دنیا نگهداری می‌شوند. 
او در نسخه به ‌روزشدهٔ کتاب کپی قرمز: اورانگوتان‌ها و منشان انسان‌ها، شواهدی را ارائه می‌کند که اورانگوتان‌ها بیشتر از چیزی که قبلاً تصور می‌شد شباهت ریخت‌شناختی به انسان‌ها دارند. این نظریه بحث‌انگیز بوده‌است، زیرا با توجه به شواهد ملکولی و تحلیل دی‌ان‌ای، شمپانزه‌ها به انسان نزدیکتر از اورانگوتان‌ها هستند.